# Cortalíneas
Un cortalíneas es un aparato usado en telegrafía formado por dos quijadas cuadrangulares de metal fijas a los extremos de un listón aislado de madera dura. Permite intercalar en el circuito de las líneas aéreas un aparato Morse o acústico, y puede utilizarse también como conmutador de línea.
Cada quijada se compone de dos piezas, una de ellas móvil a lo largo del perno la cual puede separarse de la fija aunque sin perder su orientación merced a una guía interior, el espacio suficiente para dar cabida a un alambre y para cogerlo fuertemente con las pinzas. Presentan éstas en sus caras interiores tres surcos en correspondencia, los cuales se hallan estriados a fin de impedir que resbale el alambre.
La sujeción se obtiene mediante las tuercas de palanca. Los casquillos de cobre sirven para empalmar los hilos del aparato telegráfico y consolidar la unión del listón con las piezas fijas en las quijadas.